# Trosky (hrad)
Trosky jsou zřícenina hradu na vrcholu stejnojmenného vrchu v katastrálním území obce Troskovice v okrese Semily v Libereckém kraji. Nachází se na území Chráněné krajinné oblasti Český ráj a zároveň také Geoparku Český ráj. Hrad je ve vlastnictví státu (správu zajišťuje Národní památkový ústav) a je přístupný veřejnosti. Od roku 2002 je zařazen mezi národní kulturní památky.
Trosky jsou symbolem Českého ráje a jedním z nejnavštěvovanějších hradů v Česku. V horních partiích vrchu leží chráněné území přírodní památky Trosky. Vrch je s nadmořskou výškou 511 metrů (kužel Panna) nejvyšším bodem Vyskeřské vrchoviny. Nadmořská výška kuželu Baba dosahuje 502 metrů.
Hrad byl založen ve čtrnáctém století. Významnou roli sehrál během husitských válek, kdy patřil pánům z Bergova a spolu s dalšími hrady v okolí tvořil významnou oporu katolické strany. Hrad v té době odolal dvěma obléháním a dobyt byl až v roce 1469 vojskem krále Jiřího z Poděbrad. Od druhé poloviny patnáctého století přestaly Trosky sloužit jako vrchnostenské sídlo. Patřily k panství hradu Kost a později ke Hrubé Skále. V poslední třetině třicetileté války byl hrad střídavě obsazen a dobyt švédskými a císařskými oddíly. Po válce už nebyl udržován, a postupně se proměnil ve zříceninu.

## Název
Název Trosky je odvozen z obecného jména troska, které označuje kusy něčeho rozbitého a v případě hradu odkazuje na rozpadávající se skaliska. V písemných pramenech se název hradu objevuje ve tvarech: „z Trosk“ (1397, 1399), „in Trosky“ (1435) nebo „zradú dosehli hradu Trosk“ (1439).

## Historie

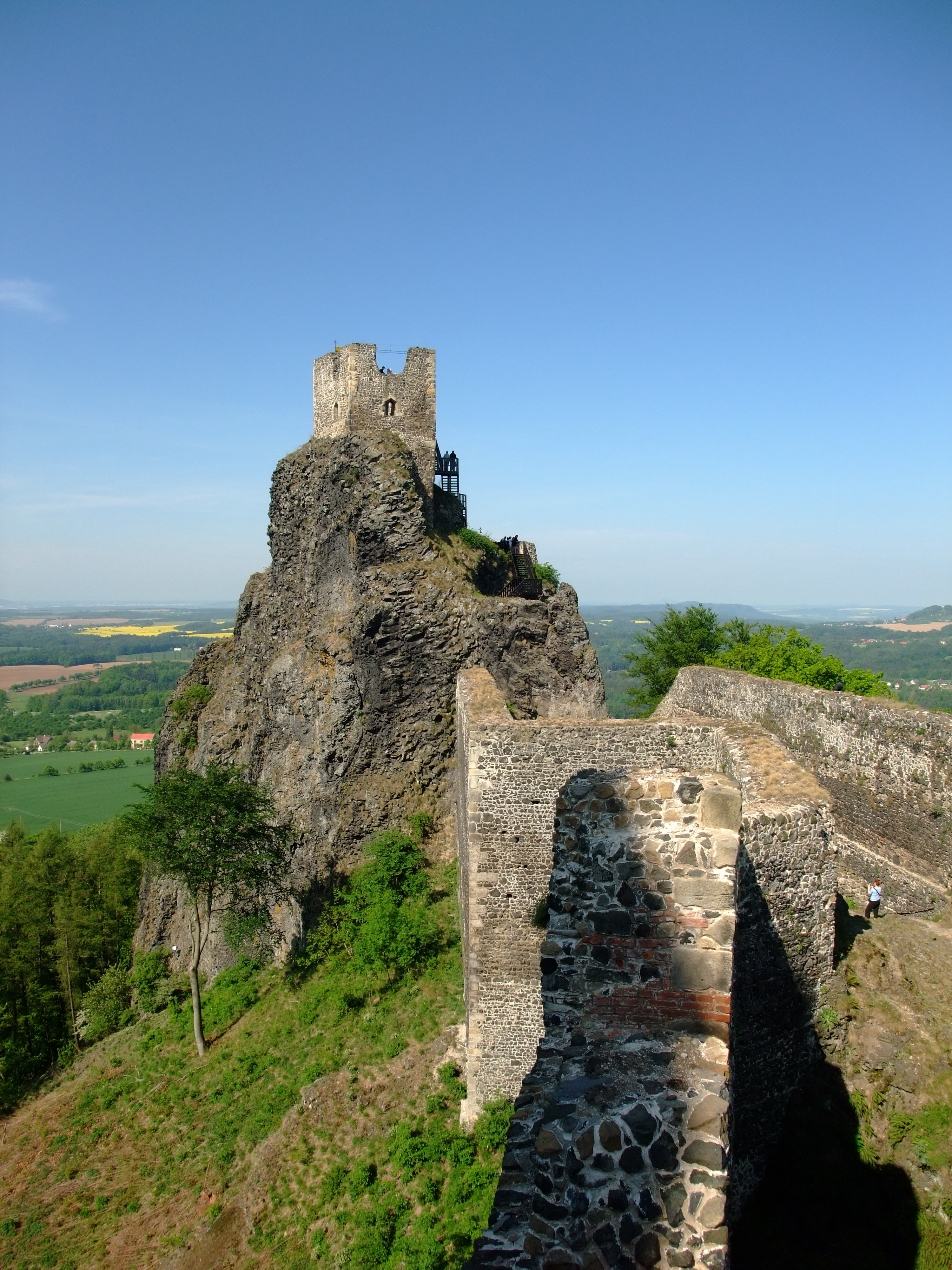
Věž Baba

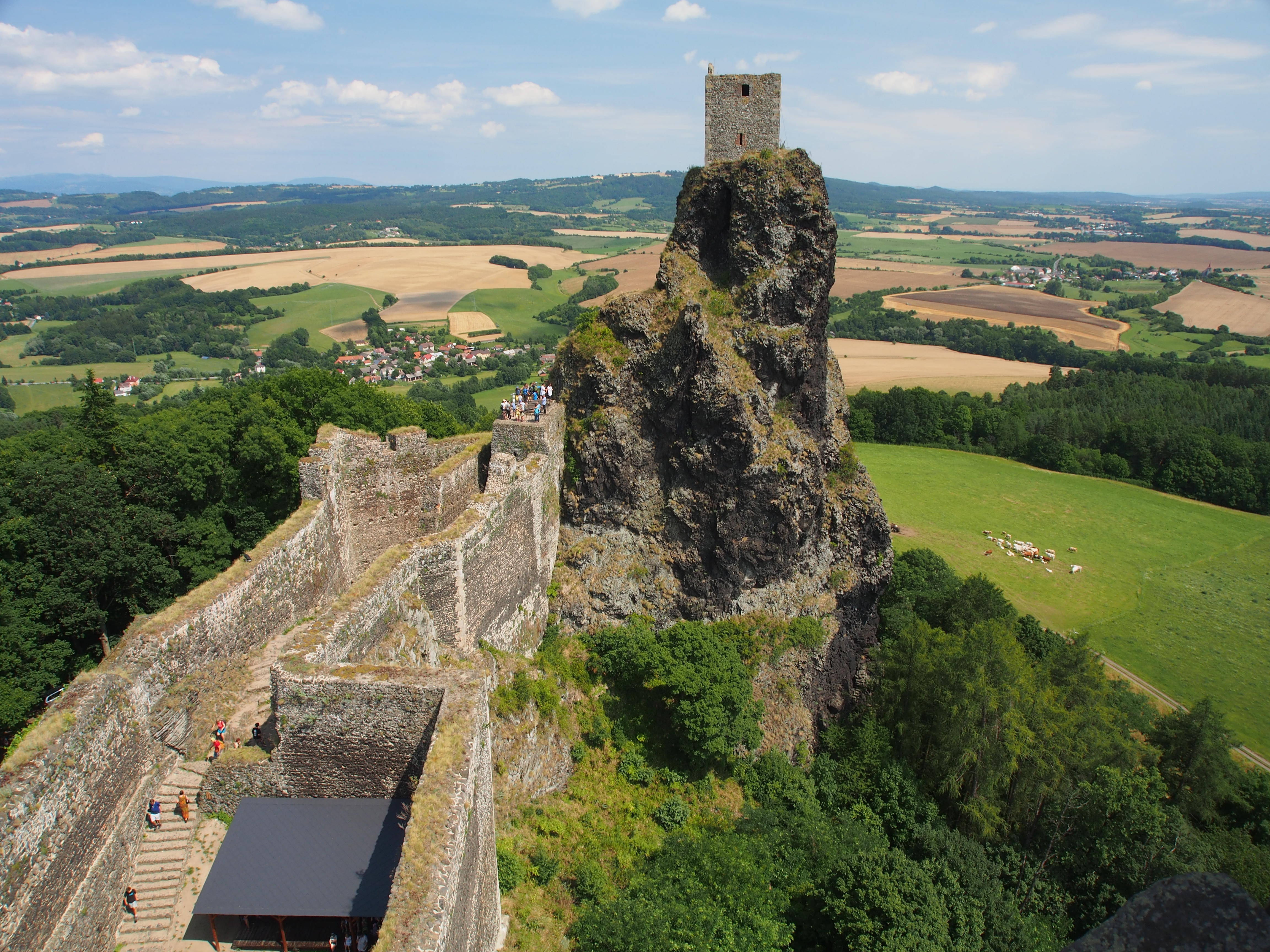
Východní část hradního jádra s věží Panna

Za zakladatele Trosek bývá považován Čeněk z Vartenberka. První písemná zmínka o hradu pochází z roku 1396, kdy byl Čeněk už mrtvý a uvedený s přídomkem „z Trosk“. Podle výsledků archeologického výzkumu byl hrad založen ve čtrnáctém století, ale výrazně dříve před první písemnou zmínkou.
V době své smrti Čeněk už hrad nevlastnil. Na počátku devadesátých let čtrnáctého století jej finanční potíže přiměly, aby hrad postoupil králi Václavovi IV. Od něj Trosky získal Ota III. z Bergova, v jehož majetku jsou uváděny poprvé v roce 1399. Po svém otci hrad zdědil Ota mladší z Bergova, který roku 1415 spolu s Janem Městeckým z Opočna přepadl a vyloupil Opatovický klášter. Během husitských válek Trosky patřily spolu s Kostí, Kumburkem, Frýdštejnem, Bezdězem a Ralskem k pevným oporám katolíků, které zprostředkovávaly spojení mezi Čechami a lužickým Šestiměstím. Husité se o dobytí marně pokoušeli v letech 1424 a 1428. V letech 1438 nebo 1439 hrad přepadli a obsadili zemští škůdci Kryštof Šof z Helfenburka a jakýsi Švejkar, kteří Otu mladšího zajali. Trosky i nedaleký Valdštejn proto oblehlo vojsko východočeského a boleslavského landfrýdu, ale Trosky se mu dobýt nepodařilo. Spor o hrad trval až do roku 1444, kdy byli Šofovi loupežníci poraženi zhořeleckým a žitavským vojskem. Hrad opět připadl Otovi, který však brzy poté zemřel a majetek po otci zdědil Jan z Bergova.
Jan z Bergova Trosky roku 1455 prodal Janu Zajícovi z Hazmburka na Kosti, který je připojil k panství hradu Kost. Jako člen Jednoty zelenohorské stál proti králi Jiřímu z Poděbrad a od Matyáše Korvína získal formální úřad nejvyššího kancléře. Vzhledem k tomu roku 1467 královské vojsko Jiřího z Poděbrad oblehlo Kost, aby přimělo vzpurného šlechtice k poslušnosti. Výsledek neměl dlouhého trvání, a proto Jiří z Poděbrad o dva roky později oblehl nejen Kost, ale i Trosky, Budyni nad Ohří, Hrubou Skálu a Návarov. S výjimkou Kosti byly všechny hrady dobyty. Posádka Trosek se vzdala po 28. srpnu 1469 a hrad obsadily královské oddíly. Jan Zajíc z Hazmburka se však s králem domluvil, jeho činy byly odpuštěny a majetek navrácen. Trosky potom až do své smrti držela Janova dcera Anežka provdaná za Zdeňka ze Šternberka.
Jan Zajíc z Hazmburka zemřel roku 1495 a o rok později i jeho syn Mikuláš. Rodinný majetek zdědil Mikulášův velmi mladý syn Jan, jehož poručníkem se stal Zdeněk Lev z Rožmitálu, který 2. června 1497 prodal Kost včetně Trosek a dalšího majetku Janovi ze Šelmberka. Po jeho smrti v roce 1508 Trosky zdědil syn Jindřich ze Šelmberka a Kosti, který se velmi zadlužil. Aby vyrovnal dluhy u svého největšího věřitele, přenechal hrady Kost a Trosky Janovi z Bibrštejna. Po jeho synovi Kryštofu z Bibrštejna se hrad stal majetkem Lobkoviců, z nichž Kryštof z Lobkovic s manželkou Annou Trosky s příslušenstvím roku 1559 prodali Jindřichovi ze Smiřic a na Skalách za 6500 kop českých grošů.
Vrchnost na Troskách nesídlila už od druhé poloviny patnáctého století a na hradě žili pouze úředníci spravující panství. Po smrti Albrechta Jana Smiřického v roce 1618 byly jeho statky zkonfiskovány a Trosky roku 1622 získal Albrecht z Valdštejna. Během třicetileté války hrad sloužil jako pevnost, kterou roku 1639 dobyli Švédové. O rok později hrad dobylo císařské vojsko a posádky obou stran se na hradě střídaly až do roku 1648, kdy hrad naposledy dobylo a vypálilo císařské vojsko. Hrad poté pomalu chátral, ale v roce 1681 byl podle Bohuslava Balbína ve stavu, který bylo možné opravit.
Valdštejnové zříceninu vlastnili až do roku 1821, kdy ji prodali Janu Lexovi z Aehrentalu, který podle dobové módy zahájil úpravy zříceniny v duchu romantismu, ale jeho plány byly dokončeny jen z části. Jeho syn Alois začal v roce 1841 stavět točité schodiště, jímž chtěl zpřístupnit vrchol Panny, a využít tak vyhlídky do dalekého okolí. V roce 1843 však stavitel zemřel a stavba tak zůstala nedokončena.
V roce 1925 se zřícenina stala majetkem českého státu, ale už o dva roky dříve došlo z podnětu Klubu českých turistů k opravám obou věží, hradeb a bran. Další opravy pokračovaly v letech 1934–1935. Ve druhé polovině dvacátého století probíhaly odborné zásahy s cílem staticky zabezpečit skalní masív a pozůstatky budov. V letech 1999–2000 bylo postaveno schodiště k věži Baba. V první polovině roku 2024 byla obnovena dlažba ve věži Baba a vybudován nový ocelový vyhlídkový ochoz na vrcholu věže.

## Přírodní poměry
Vrch Trosky s dvojicí skalních věží Pana (výška 57 metrů) a Baba (výška 47 metrů) je tvořen olivinickým nefelinitem. Je pozůstatkem terciérního vulkánu, který pronikl okolními pískovci a slínovci. Obě skalní věže jsou vypreparovanou výplní původních sopouchů a jejich podoba je výsledkem mrazového zvětrávání a antropogenní činnosti. Patrné jsou mrazové sruby nebo trhliny v místech se sloupcovou odlučností horniny, zatímco v jiných místech se nefelinit rozpadá deskovitě. Úpatí vrchu je pokryté soliflukčním pláštěm.

## Stavební podoba

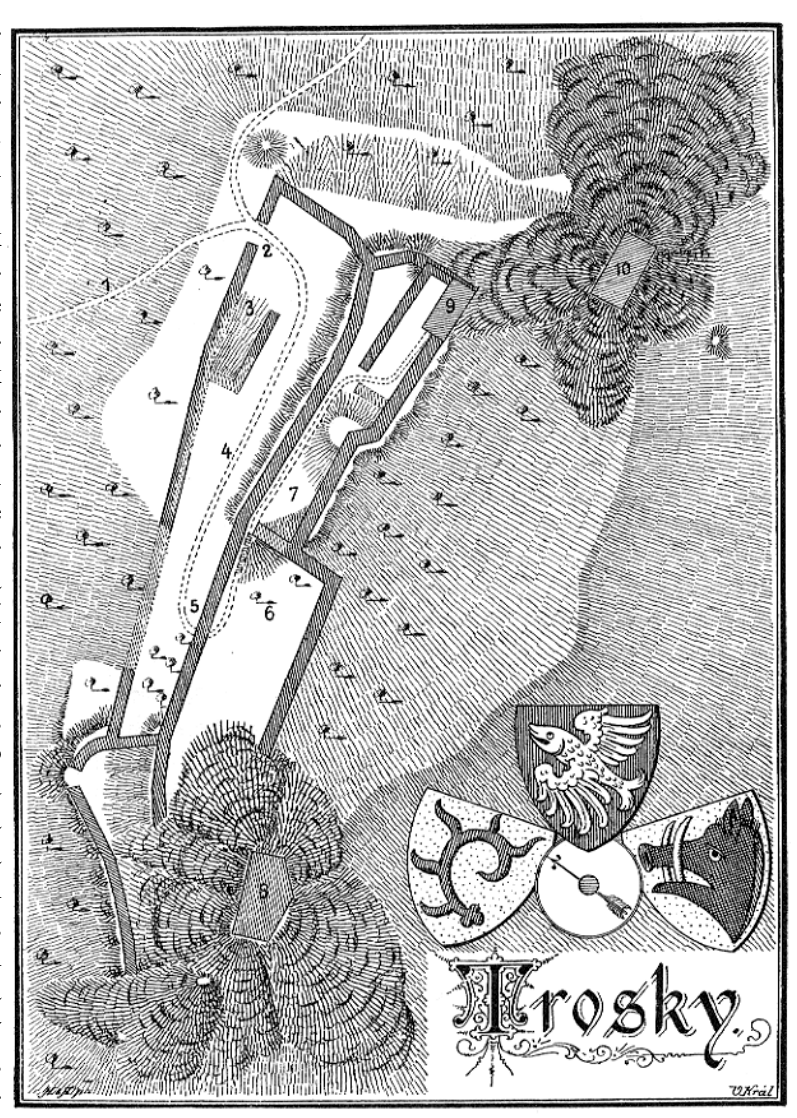
Půdorys hradu od Vojtěcha Krále publikovaný roku 1895

Charakteristickou dominantu hradu tvoří dvojice věží na sopouších, mezi kterými je umístěno protáhlé hradní jádro se dvěma paláci. Podél severní strany jádra se táhlo hradbou opevněné předhradí. Podoba hradu je silně ovlivněná výjimečným staveništěm, ale přesto je v rozmístění budov patrná snaha o dosažení dvoupólové vyrovnanosti typické pro hrady dvoupalácového typu nebo dvouvěžové dispozice.
Nižší sopouch s věží Baba převyšuje úroveň prvního nádvoří o 47 metrů. Věž má šestiboký půdorys a interiér rozdělený příčkami na čtyři menší prostory. Vstupem v severní stěně se vcházelo do předsíně, ze které vedly vchody do dalších místností osvětlených velkými okny. Na vyšším skalisku (převýšení 57 metrů) byla postavena čtverhranná věž Panna. Původně měla mít přibližně čtvercový půdorys, ale poté, co byla postavena západní část se vstupním hrotitým portálem do výšky prvního patra, došlo k jejímu rozšíření o východní přístavbu. Přízemí věže vyrovnává velký výškový rozdíl terénu mezi starší a mladší částí. Obytné prostory se nacházely v prvním patře. Podoba oken je výsledkem rekonstrukce z první poloviny dvacátého století.
Ani jednu ze dvou vstupních kulisových bran nechránil příkop. Jedinou stavbou v předhradí byla dvouprostorová hospodářská budova v sousedství brány, v jejíž části se dochovaly pozůstatky pece. Hradní jádro mezi oběma věžemi vymezují hradby široké 1,5–2 metry a až patnáct metrů vysoké. Brána vede do jeho východní části, kde stával velký dvouprostorový palác s obytnými prostorami ve třetím patře. Střední a nejvýše položená část jádra sloužila jako dvůr a na západní straně se dochoval rozsáhlý volný prostor, kde stával menší palác vybudovaný z podstatné části ze dřeva. Budova bývala nejméně trojprostorová a v jejím přízemí se nacházela kovárna, která byla v provozu až do sedmnáctého století.

## Přístup
| Rok  | Počet návštěvníků |
| ---- | ----------------- |
| 2015 | 106 255           |
| 2016 | 109 722           |
| 2017 | 112 148           |
| 2018 | 106 776           |

Zřícenina hradu je přístupná v návštěvních hodinách od dubna do října. K vrchu vede odbočka ze silnice z Troskovic k silnici I/35, která končí na parkovišti pod hradem. Po silnici je zároveň značená cyklotrasa č. 4010 z Turnova ke Kosti a částečně také cyklotrasa č. 4011, která vede až ke zřícenině. Parkoviště je východištěm turistických tras. Pod hradem vede červeně značená Zlatá stezka Českého ráje, modře značená trasa z Rovenska pod Troskami do Mladějova a zeleně značená trasa z Rovenska do Sobotky.

## Hrad v kultuře
Hrad Trosky tvoří jednu z lokací v počítačové hře Kingdom Come: Deliverance 2, která se odehrává na počátku 15. století. Vydání hry v roce 2025 zvýšilo zájem o návštěvu hradu.